# Lista de séries de televisão baseadas em histórias em quadrinhos da DC Comics
Essa é uma lista de séries de televisão baseados em personagens ou títulos da DC Comics.

## Live-action
| Título original                              | Temporadas                           | Episódios                              | Exibição original | Companhias produtoras                                                                              | Canal(s)                                              | Notas                                                                    | Predefinição:Ref heading |
| -------------------------------------------- | ------------------------------------ | -------------------------------------- | ----------------- | -------------------------------------------------------------------------------------------------- | ----------------------------------------------------- | ------------------------------------------------------------------------ | ------------------------ |
| Adventures of Superman                       | 6                                    | 104                                    | 1952–58           | DC Comics / Motion Pictures for Television                                                         | Syndication                                           |                                                                          |                          |
| Batman                                       | 3                                    | 120                                    | 1966–68           | 20th Century Fox Television / Greenway Productions                                                 | ABC                                                   |                                                                          |                          |
| Shazam!                                      | 3                                    | 28                                     | 1974–76           | Filmation / DC Comics / Warner Bros. Television                                                    | CBS                                                   |                                                                          |                          |
| The Secrets of Isis                          | 2                                    | 22                                     | 1975–76           | Filmation                                                                                          | CBS                                                   |                                                                          |                          |
| Wonder Woman                                 | 3                                    | 60 (with pilots)                       | 1975–79           | Warner Bros. Television / DC Comics / The Douglas S. Cramer Co. / Bruce Lansbury Productions, Ltd. | ABC (season 1) CBS (seasons 2–3)                      |                                                                          |                          |
| Superboy                                     | 4                                    | 100                                    | 1988–92           | Cantharus Productions / Alexander and Ilya Salkind Productions / Lowry Productions / DC Comics     | Syndication                                           |                                                                          |                          |
| Swamp Thing                                  | 3                                    | 72                                     | 1990–93           | BBK Productions, Inc. / Batfilm Productions, Inc. / MCA Television Entertainment                   | USA Network                                           |                                                                          |                          |
| The Flash                                    | 1                                    | 22                                     | 1990–91           | Warner Bros. Television / Pet Fly Productions                                                      | CBS                                                   | Parte do Arrowverse                                                      |                          |
| Human Target                                 | 1                                    | 7                                      | 1992              | Warner Bros. Television / Pet Fly Productions                                                      | ABC                                                   |                                                                          |                          |
| Lois & Clark: The New Adventures of Superman | 4                                    | 88                                     | 1993–97           | Warner Bros. Television / December 3 Productions / Gangbuster Films Inc. / Roundelay Productions   | ABC                                                   |                                                                          |                          |
| Smallville                                   | 10                                   | 217                                    | 2001–11           | Warner Bros. Television / DC Comics / Tollin/Robbins Productions / Millar Gough Ink                | The WB (seasons 1–5) The CW (seasons 6–10)            | Parte do Arrowverse                                                      |                          |
| Birds of Prey                                | 1                                    | 13                                     | 2002–03           | Warner Bros. Television / Tollin/Robbins Productions                                               | The WB                                                |                                                                          |                          |
| Human Target                                 | 2                                    | 25                                     | 2010–11           | Warner Bros. Television / DC Entertainment / Wonderland Sound and Vision                           | Fox / CTV                                             |                                                                          |                          |
| Arrow                                        | 8                                    | 170                                    | 2012–20           | Warner Bros. Television / DC Entertainment / Berlanti Productions                                  | The CW                                                | Parte do Arrowverse                                                      |                          |
| Gotham                                       | 5                                    | 100                                    | 2014–19           | Warner Bros. Television / DC Entertainment / Primrose Hill Productions                             | Fox                                                   |                                                                          |                          |
| The Flash                                    | 9                                    | 184                                    | 2014–23           | Warner Bros. Television / DC Entertainment / Berlanti Productions                                  | The CW                                                | Parte do Arrowverse                                                      |                          |
| Constantine                                  | 1                                    | 13                                     | 2014–15           | Warner Bros. Television / DC Entertainment / Ever After Productions / Phantom Four Films           | NBC                                                   | Parte do Arrowverse                                                      |                          |
| Supergirl                                    | 6                                    | 126                                    | 2015–21           | Warner Bros. Television / DC Entertainment / Berlanti Productions                                  | CBS (season 1) The CW (seasons 2–6)                   | Parte do Arrowverse                                                      |                          |
| Legends of Tomorrow                          | 7                                    | 110                                    | 2016–22           | Warner Bros. Television / DC Entertainment / Berlanti Productions                                  | The CW                                                | Parte do Arrowverse                                                      |                          |
| Powerless                                    | 1                                    | 12                                     | 2017              | Warner Bros. Television / DC Entertainment / Ehsugadee Productions                                 | NBC                                                   |                                                                          |                          |
| Black Lightning                              | 4                                    | 58                                     | 2018–21           | Warner Bros. Television / DC Entertainment / Berlanti Productions / Akil Productions               | The CW                                                | Parte do Arrowverse                                                      |                          |
| Krypton                                      | 2                                    | 20                                     | 2018–19           | Warner Horizon Television / DC Entertainment / Phantom Four Films                                  | Syfy                                                  |                                                                          |                          |
| Titans                                       | 4                                    | 49                                     | 2018–23           | Warner Bros. Television / DC Entertainment / Weed Road Pictures / Berlanti Productions             | DC Universe (seasons 1–2) HBO Max (seasons 3–4)       | Parte do Arrowverse                                                      |                          |
| Doom Patrol                                  | 4                                    | 46                                     | 2019–23           | Warner Bros. Television / DC Entertainment / Berlanti Productions / Jeremy Carver Productions      | DC Universe (seasons 1–2) HBO Max / Max (seasons 2–4) | Parte do Arrowverse                                                      |                          |
| Swamp Thing                                  | 1                                    | 10                                     | 2019              | Warner Bros. Television / DC Entertainment / Big Shoe Productions, Inc. / Atomic Monster           | DC Universe                                           |                                                                          |                          |
| Pennyworth                                   | 3                                    | 30                                     | 2019–22           | Warner Horizon Television / DC Entertainment / Primrose Hill Productions                           | Epix (seasons 1–2) HBO Max (season 3)                 | Situada no mesmo universo deGotham.                                      |                          |
| Batwoman                                     | 3                                    | 51                                     | 2019–22           | Warner Bros. Television / DC Entertainment / Berlanti Productions                                  | The CW                                                | Parte do Arrowverse                                                      |                          |
| Watchmen                                     | 1                                    | 9                                      | 2019              | Warner Bros. Television / DC Entertainment / Paramount Television / White Rabbit                   | HBO                                                   |                                                                          |                          |
| Stargirl                                     | 3                                    | 39                                     | 2020–22           | Warner Bros. Television / DC Entertainment / Mad Ghost Productions / Berlanti Productions          | DC Universe (season 1) The CW (seasons 1–3)           | Parte do Arrowverse                                                      |                          |
| Naomi                                        | 1                                    | 13                                     | 2022              | Warner Bros. Television / DC Entertainment / Array Filmworks                                       | The CW                                                |                                                                          |                          |
| Gotham Knights                               | 1                                    | 13                                     | 2023              | Warner Bros. Television / DC Entertainment/ Berlanti Productions                                   | The CW                                                |                                                                          |                          |
| The Penguin                                  | 1                                    | 8                                      | 2024              | Warner Bros. Television / DC Studios / 6th & Idaho / Dylan Clark Productions                       | Max                                                   | Situada no mesmo universo de The Batman.                                 | [ 1 ]                    |
| Em andamento                                 |                                      |                                        |                   | |                                                       |                                                                          |                          |
| Superman & Lois                              | 4                                    | 50                                     | 2021–present      | Warner Bros. Television / DC Entertainment / Berlanti Productions                                  | The CW                                                | Parte do Arrowverse.                                                     | [ 2 ]                    |
| Peacemaker                                   | 1                                    | 8                                      | 2022–present      | Warner Bros. Television / DC Studios (season 2) / Troll Court Entertainment / The Safran Company   | HBO Max (season 1)                                    | Parte do Universo Estendido DC/DCU. Renovada para uma segunda temporada. | [ 3 ]                    |
| Em breve                                     |                                      |                                        |                   | |                                                       |                                                                          |                          |
| Em desenvolvimento                           |                                      |                                        |                   | |                                                       |                                                                          |                          |
| Untitled Arkham series                       |                                      |                                        | [ 4 ] [ 5 ]       | Warner Bros. Television / DC Studios / 6th & Idaho                                                 | Max                                                   | Parte do DCU.                                                            | [ 6 ] [ 7 ]              |
| Waller                                       | Warner Bros. Television / DC Studios | Spin-off de Pacificador. Parte do DCU. | [ 4 ] [ 5 ]       | | Max                                                   |                                                                          |                          |
| Paradise Lost                                | Warner Bros. Television / DC Studios | Parte do DCU.                          | [ 4 ] [ 5 ]       | | Max                                                   |                                                                          |                          |
| Booster Gold                                 | Warner Bros. Television / DC Studios | Parte do DCU.                          | [ 4 ] [ 5 ]       | | Max                                                   |                                                                          |                          |
| Lanterns                                     | Warner Bros. Television / DC Studios | Parte do DCU.                          | [ 4 ] [ 5 ]       | | Max                                                   |                                                                          |                          |

### De linhas editoriais da DC Comics

#### Vertigo
| Título original     | Temporadas | Episódios | Exibição original | Companhias produtoras | Canal(s)                                | Notas                                    | Predefinição:Ref heading    |
| ------------------- | ---------- | --------- | ----------------- | --- | --------------------------------------- | ---------------------------------------- | --------------------------- |
| iZombie             | 5          | 71        | 2015–19           | Warner Bros. Television / Vertigo (DC Entertainment) / Spondoolie Productions                                                                                               | The CW                                  |                                          |                             |
| Lucifer             | 6          | 93        | 2016–21           | Warner Bros. Television / Vertigo (DC Entertainment) / Jerry Bruckheimer Television                                                                                         | Fox (seasons 1–3) Netflix (seasons 4–6) | Arrowverse adjacent                      |                             |
| Preacher            | 4          | 43        | 2016–19           | Sony Pictures Television / AMC Studios / Woodbridge Productions / Short Drive Entertainment / Point Grey / Original Film / Kickstart Productions / KFL Nightsky Productions | AMC                                     |                                          |                             |
| Sweet Tooth         | 3          | 24        | 2021–2024         | Warner Bros. Television / DC Entertainment / Team Downey / Nightshade |                                         |                                          | [ 8 ]                       |
| Y: The Last Man     | 1          | 10        | 2021              | Future Investigations / Color Force / Witch's Mark Productions / FXP | FX on Hulu                              |                                          |                             |
| DMZ                 | 1          | 4         | 2022              | Warner Bros. Television / DC Entertainment / ARRAY Filmworks | HBO Max                                 | Minissérie                               |                             |
| Bodies              | 1          | 8         | 2023              | Moonage Pictures | Netflix                                 | Minissérie                               | [ 9 ] [ 10 ]                |
| Em andamento        |            |           |                   | |                                         |                                          |                             |
| The Sandman         | 1          | 11        | 2022–presente     | Warner Bros. Television / DC Entertainment / DC Studios (season 2) / Phantom Four / PurePop Inc. / The Blank Corporation                                                    | Netflix                                 | Renovada para uma segunda temporada.     | [ 11 ]                      |
| Em breve            |            |           |                   | |                                         |                                          |                             |
| Dead Boy Detectives | 1          | 8         | 2024              | Warner Bros. Television / DC Entertainment / Berlanti Productions / Jeremy Carver Productions                                                                               | Netflix                                 | Situada no mesmo universo deThe Sandman. | [ 12 ] [ 13 ] [ 14 ] [ 15 ] |

#### WildStorm
| Título original | Temporadas   | Episódios    | Exibição original | Companhias produtoras | Canal        | Notas | Predefinição:Ref heading |
| Em andamento    | Em andamento | Em andamento | Em andamento      | Em andamento | Em andamento | Em andamento | Em andamento             |
| --------------- | ------------ | ------------ | ----------------- | --- | ------------ | --- | ------------------------ |
| The Boys        | 3            | 24           | 2019–presente     | Sony Pictures Television / Amazon Studios / Kripke Enterprises / Point Grey Pictures / Original Film / Kickstart Entertainment / KFL Nightsky Productions | Prime Video  | Produzido pela Sony Pictures Television. A DC não possui direitos de adaptação ou publicação de mídia depois que eles foram revertidos aos criadores. Renovado para uma quarta temporada. | [ 16 ]                   |
| Gen V           | 1            | 8            | 2023–presente     | Sony Pictures Television / Amazon Studios / Kripke Enterprises / Point Grey Pictures / Original Film / Kickstart Entertainment / KFL Nightsky Productions | Prime Video  | Produzido pela Sony Pictures Television. Spin-off de The Boys. Renovado para uma segunda temporada.                                                                                       |                          |

### Especiais de TV
| Título original                                           | Ano  | Canal | Notas         |
| --------------------------------------------------------- | ---- | ----- | ------------- |
| It's a Bird... It's a Plane... It's Superman              | 1975 | ABC   |               |
| Legends of the Superheroes                                | 1979 | NBC   | 2 TV specials |
| Return to the Batcave: The Misadventures of Adam and Burt | 2003 | CBS   | 90 mins       |

### Pilotos
| Título original               | Ano  | Canal       | Notas                                                                           |
| ----------------------------- | ---- | ----------- | ------------------------------------------------------------------------------- |
| The Adventures of Superpup    | 1958 |             | Unaired                                                                         |
| The Adventures of Superboy    | 1961 |             | Unaired                                                                         |
| Who's Afraid of Diana Prince? | 1967 | ABC         | Unaired                                                                         |
| Batgirl                       | 1967 | ABC         | Unaired                                                                         |
| Wonder Woman                  | 1974 | ABC         | Passed                                                                          |
| Human Target                  | 1990 | ABC         | Unaired. Footage and script from this were reused for the 1992 version's pilot. |
| Justice League of America     | 1997 | CBS         | Unaired in US                                                                   |
| Global Frequency              | 2005 | The WB      | Passed; based on comic published by Wildstorm                                   |
| Aquaman                       | 2006 | The WB      | Passed                                                                          |
| Wonder Woman                  | 2011 | NBC         | Unaired                                                                         |
| Scalped                       | 2017 | WGN America | Passed; based on the comic published by Vertigo                                 |
| Green Arrow & The Canaries    | 2020 | The CW      | Backdoor pilot aired as part of Arrow's eighth season; Passed.                  |
| Painkiller                    | 2021 | The CW      | Backdoor pilot aired as part of Black Lightning's fourth season; Passed.        |

### Sem roteiro
| Título original            | Temporadas | Episódios | Exibição original | Companhias produtoras           | Canal(s)    | Notas           | Predefinição:Ref heading |
| -------------------------- | ---------- | --------- | ----------------- | ------------------------------- | ----------- | --------------- | ------------------------ |
| DC Daily                   | —          | 450       | 2018–20           | Warner Bros. Television Studios | DC Universe | Daily news show | [ 17 ]                   |
| DC Universe All Star Games | 1          | 6         | 2020              | Warner Bros. Television Studios | DC Universe | Game show       | [ 18 ]                   |

### Comerciais de televisão
| Comercial                                     | Ano  | Empresa                     | Notas                                                              |
| --------------------------------------------- | ---- | --------------------------- | ------------------------------------------------------------------ |
| Superman Kellogg's                            | 1952 | Kellogg's                   | Eight "integrated commercials" starring George Reeves.             |
| Batgirl Equal Pay Public Service Announcement | 1974 | Public Service Announcement | Put out by the U.S. Department of Labor.                           |
| Batman Diet Coke                              | 1989 | Diet Coke                   |                                                                    |
| Catwoman Diet Coke                            | 1992 | Diet Coke                   |                                                                    |
| Hawkman Baby Ruth                             | 1997 | Baby Ruth                   | A tongue in cheek commercial.                                      |
| Batman OnStar commercials                     | 2001 | OnStar                      | A series of six television commercials.                            |
| The Adventures of Seinfeld & Superman         | 2004 | American Express            | Two short film commercials promoting American Express.             |
| El Palacio de Hierro                          | 2006 | El Palacio de Hierro        | A Mexican commercial starring Wonder Woman, Catwoman, and Batgirl. |
| Vai que... Batman                             | 2014 | Bradesco Seguros            | A Brazilian commercial starring Batman and The Joker.              |
| Honey Bunches of Oats                         | 2016 | Honey Bunches of Oats       | Features archival footage of Wonder Woman in Super Friends.        |

## Séries animadas
| Título original                                | Temporadas                        | Episódios                  | Exibição original                                                  | Produtoras(s) | Canal                                                                   | Notas / Refs                                                                                   |
| ---------------------------------------------- | --------------------------------- | -------------------------- | ------------------------------------------------------------------ | --- | ----------------------------------------------------------------------- | ---------------------------------------------------------------------------------------------- |
| The New Adventures of Superman                 | 4                                 | 68                         | 1966–70                                                            | Filmation / DC Comics | CBS                                                                     | Part of The New Adventures of Superman franchise                                               |
| The Adventures of Superboy                     | 3                                 | 34                         | 1966–69                                                            | Filmation / DC Comics | CBS                                                                     | Part of The New Adventures of Superman franchise                                               |
| The Superman/Aquaman Hour of Adventure         | 1                                 | 36                         | 1967–68                                                            | Filmation / DC Comics | CBS                                                                     | Part of The New Adventures of Superman franchise                                               |
| Aquaman                                        | 1                                 | 36                         | 1968–70                                                            | Filmation / DC Comics | CBS                                                                     | Part of The New Adventures of Superman franchise                                               |
| The Batman/Superman Hour                       | 1                                 | 34                         | 1968–69                                                            | Filmation / DC Comics | CBS                                                                     | Part of The New Adventures of Superman franchise                                               |
| The Adventures of Batman                       | 1                                 | 17                         | 1968–69                                                            | Filmation / DC Comics | CBS                                                                     | Part of The New Adventures of Superman franchise                                               |
| Super Friends                                  | 1                                 | 16                         | 1973                                                               | Hanna-Barbera / DC Comics | ABC                                                                     | Part of the Super Friends franchise                                                            |
| The New Adventures of Batman                   | 1                                 | 16                         | 1977-78                                                            | Filmation / DC Comics | CBS                                                                     | Part of The New Adventures of Batman franchise                                                 |
| The All-New Super Friends Hour                 | 1                                 | 15                         | 1977-78                                                            | Hanna-Barbera / DC Comics | ABC                                                                     | Part of the Super Friends franchise                                                            |
| The Batman/Tarzan Adventure Hour               | 1                                 | 7                          | 1977–78                                                            | Filmation / DC Comics | CBS                                                                     | Part of The New Adventures of Batman franchise                                                 |
| Challenge of the Superfriends                  | 2                                 | 16                         | 1978                                                               | Hanna-Barbera / DC Comics | ABC                                                                     | Part of the Super Friends franchise                                                            |
| The Plastic Man Comedy/Adventure Show          | 5                                 | 112                        | 1979–81                                                            | Ruby-Spears / DC Comics | ABC                                                                     |                                                                                                |
| The World's Greatest Super Friends             | 1                                 | 8                          | 1979-80                                                            | Hanna-Barbera / DC Comics | ABC                                                                     | Part of the Super Friends franchise                                                            |
| Super Friends                                  | 3                                 | 22                         | 1980–83                                                            | Hanna-Barbera / DC Comics | ABC                                                                     | Part of the Super Friends franchise                                                            |
| Batman and the Super 7                         | 1                                 | —                          | 1980–81                                                            | Filmation / DC Comics | CBS                                                                     | Part of The New Adventures of Batman franchise                                                 |
| The Kid Super Power Hour with Shazam!          | 2                                 | 38                         | 1981–82                                                            | Filmation / DC Comics | NBC                                                                     |                                                                                                |
| Super Friends: The Legendary Super Powers Show | 1                                 | 8                          | 1984-85                                                            | Hanna-Barbera / DC Comics | ABC                                                                     | Part of the Super Friends franchise                                                            |
| The Super Powers Team: Galactic Guardians      | 1                                 | 8                          | 1985                                                               | Hanna-Barbera / DC Comics | ABC                                                                     | Part of the Super Friends franchise                                                            |
| Superman                                       | 1                                 | 13                         | 1988                                                               | Ruby-Spears / DC Comics | CBS                                                                     |                                                                                                |
| Swamp Thing                                    | 1                                 | 5                          | 1990–91                                                            | DIC Entertainment / Batfilm Productions, Inc. / DC Comics                                                                          | Fox Kids (Fox)                                                          | Final DC Comics animated series not produced by Warner Bros. Animation.                        |
| Batman: The Animated Series                    | 2                                 | 85                         | 1992–95                                                            | Warner Bros. Animation / DC Comics                                                                                                 | Fox Kids (Fox)                                                          | Part of the DC Animated Universe. First DC animated series produced by Warner Bros. Animation. |
| The Superman/Batman Adventures                 | 1                                 | —                          | 1995–97                                                            | Filmation / Hanna-Barbera / DC Comics                                                                                              | USA                                                                     | Part of The New Adventures of Superman and Super Friends franchises                            |
| Superman: The Animated Series                  | 4                                 | 54                         | 1996–2000                                                          | Warner Bros. Animation / DC Comics                                                                                                 | Kids' WB                                                                | Part of the DC Animated Universe                                                               |
| The New Batman Adventures                      | 1                                 | 24                         | 1997–99                                                            | Warner Bros. Animation / DC Comics                                                                                                 | Kids' WB                                                                | Sequel to Batman: The Animated Series, part of the DC Animated Universe                        |
| The New Batman/Superman Adventures             | 1                                 | 3                          | 1997–2000                                                          | Warner Bros. Animation / DC Comics                                                                                                 | Kids' WB                                                                | Part of the DC Animated Universe                                                               |
| Batman Beyond                                  | 3                                 | 52                         | 1999–2001                                                          | Warner Bros. Animation / DC Comics                                                                                                 | Kids' WB                                                                | Part of the DC Animated Universe                                                               |
| Static Shock                                   | 4                                 | 52                         | 2000–04                                                            | Warner Bros. Animation / DC Comics                                                                                                 | Kids' WB                                                                | Part of the DC Animated Universe                                                               |
| The Zeta Project                               | 2                                 | 26                         | 2001–02                                                            | Warner Bros. Animation / DC Comics                                                                                                 | Kids' WB                                                                | Spin-off of Batman Beyond, part of the DC Animated Universe                                    |
| Justice League                                 | 2                                 | 52                         | 2001–04                                                            | Warner Bros. Animation / DC Comics                                                                                                 | Cartoon Network                                                         | Part of the DC Animated Universe                                                               |
| Teen Titans                                    | 5                                 | 65                         | 2003–06                                                            | Warner Bros. Animation / DC Comics                                                                                                 | Cartoon Network Kids' WB (2003–05)                                      |                                                                                                |
| Justice League Unlimited                       | 3                                 | 39                         | 2004–06                                                            | Warner Bros. Animation / DC Comics                                                                                                 | Cartoon Network                                                         | Sequel to Justice League, part of the DC Animated Universe                                     |
| The Batman                                     | 5                                 | 65                         | 2004–08                                                            | Warner Bros. Animation / DC Comics                                                                                                 | Cartoon Network (seasons 1–3) Kids' WB (seasons 4–5)                    |                                                                                                |
| Krypto the Superdog                            | 2                                 | 39                         | 2005–06                                                            | Warner Bros. Animation / DC Comics                                                                                                 | Cartoon Network                                                         |                                                                                                |
| Legion of Super Heroes                         | 2                                 | 26                         | 2006–08                                                            | Warner Bros. Animation / DC Comics                                                                                                 | Kids' WB                                                                |                                                                                                |
| Batman: The Brave and the Bold                 | 3                                 | 65                         | 2008–11                                                            | Warner Bros. Animation / DC Comics (2008–09) / DC Entertainment (2009–11)                                                          | Cartoon Network                                                         |                                                                                                |
| Young Justice                                  | 4                                 | 98                         | 2010–22                                                            | Warner Bros. Animation / DC Entertainment                                                                                          | Cartoon Network (seasons 1–2) DC Universe (season 3) HBO Max (season 4) |                                                                                                |
| Green Lantern: The Animated Series             | 1                                 | 26                         | 2011–13                                                            | Warner Bros. Animation / DC Entertainment                                                                                          | Cartoon Network                                                         |                                                                                                |
| Beware the Batman                              | 1                                 | 26                         | 2013–14                                                            | Warner Bros. Animation / DC Entertainment                                                                                          | Cartoon Network (2013) Adult Swim (2014)                                |                                                                                                |
| Justice League Action                          | 1                                 | 52                         | 2016–18                                                            | Warner Bros. Animation / DC Entertainment                                                                                          | Cartoon Network                                                         |                                                                                                |
| DC Super Hero Girls                            | 2                                 | 78                         | 2019–21                                                            | Warner Bros. Animation / DC Entertainment                                                                                          | Cartoon Network                                                         | Reboot of the 2015 web series of the same name                                                 |
| Em andamento                                   |                                   |                            |                                                                    | |                                                                         |                                                                                                |
| Teen Titans Go!                                | 8                                 | 392                        | 2013–presente                                                      | Warner Bros. Animation / DC Entertainment (seasons 1–7) / DC Studios (season 8) / Bardel Entertainment / Copernicus Studios        | Cartoon Network                                                         | Spin-off independente de Teen Titans                                                           |
| Harley Quinn                                   | 4                                 | 47                         | 2019–presente                                                      | Warner Bros. Animation / DC Entertainment (seasons 1–3) / DC Studios (season 4–) / Yes, Norman Productions / Ehsugadee Productions | DC Universe (seasons 1–2) HBO Max (season 3) Max (season 4–)            | Renovada para uma quinta temporada                                                             |
| Batwheels                                      | 2                                 | 42                         | 2022–presente                                                      | Warner Bros. Animation / DC Studios / Bang Zoom Ltd.                                                                               | Cartoon Network / Max                                                   |                                                                                                |
| My Adventures with Superman                    | 1                                 | 10                         | 2023–presente                                                      | Warner Bros. Animation / DC Studios                                                                                                | Adult Swim / Max                                                        | Renovada para uma segunda temporada                                                            |
| Em desenvolvimento                             |                                   |                            |                                                                    | |                                                                         |                                                                                                |
| Suicide Squad Isekai                           | TBA                               | TBA                        | 2024                                                               | Warner Bros. Animation / DC Studios / Wit Studio                                                                                   | ASA                                                                     | Anime                                                                                          |
| Creature Commandos                             | 1                                 | 7                          |                                                                    | Warner Bros. Animation / DC Studios                                                                                                | Max                                                                     | Parte do DCU                                                                                   |
| Batman: Caped Crusader                         |                                   |                            | Prime Video                                                        | Warner Bros. Animation / DC Studios                                                                                                | Renewed for a second season                                             |                                                                                                |
| Bat-Family                                     | Spin-off from Merry Little Batman |                            | Prime Video                                                        | Warner Bros. Animation / DC Studios                                                                                                |                                                                         |                                                                                                |
| Kite Man: Hell Yeah!                           | Max                               | Spin-off from Harley Quinn |                                                                    | Warner Bros. Animation / DC Studios                                                                                                |                                                                         |                                                                                                |
| Beast Boy: Lone Wolf                           | 1                                 | 10                         | Warner Bros. Animation / DC Studios / Hanna-Barbera Studios Europe | Cartoon Network / Max | [ 28 ]                                                                  |                                                                                                |

### De linhas editoriais da DC Comics
| Título original               | Temporadas | Episódios | Exibição original | Produtora(s) | Canal           | Notas / Refs                                                                                          |
| ----------------------------- | ---------- | --------- | ----------------- | --- | --------------- | --- |
| Wild C.A.T.s                  | 1          | 13        | 1994–95           | WildStorm / Nelvana | CBS             | Publicado naquela época por Image Comics.                                                             |
| MAD                           | 4          | 103       | 2010–13           | Warner Bros. Animation                                                                                                  | Cartoon Network | Vários esboços apresentavam vários personagens da DC Comics. Mad magazine é propriedade da DC Comics. |
| The Boys Presents: Diabolical | 1          | 8         | 2022              | Sony Pictures Television Studios / Amazon Studios / Titmouse / Kripke Enterprises / Original Film / Point Grey Pictures | Prime Video     | Spin-off animado de The Boys.                                                                         |
| Em desenvolvimento            |            |           |                   | |                 | |
| Get Jiro!                     | 1          | ASA       | ASA               | Warner Bros. Animation / DC Studios                                                                                     | Adult Swim      | [ 27 ]                                                                                                |

### Pilotos
| Título original             | Ano  | Produtora               | Canal           | Notas           |
| --------------------------- | ---- | ----------------------- | --------------- | --------------- |
| The Mad Magazine TV Special | 1974 | Focus Entertainment Inc | ABC             | Não transmitido |
| Mad Magazine Special        | 1988 | Hanna-Barbera           |                 | Não transmitido |
| Plastic Man                 | 2006 | Warner Bros. Animation  | Cartoon Network | Não transmitido |

### Especiais de TV animados
| Título original                                          | Ano  | Produtora | Canal           | Notas / Refs  |
| -------------------------------------------------------- | ---- | --- | --------------- | ------------- |
| Robot Chicken DC Comics Special                          | 2012 | Stoopid Buddy Stoodios / Williams Street / Warner Bros. Animation / DC Entertainment / Sony Pictures Television | Adult Swim      |               |
| Robot Chicken DC Comics Special 2: Villains in Paradise  | 2014 | Stoopid Buddy Stoodios / Williams Street / Warner Bros. Animation / DC Entertainment / Sony Pictures Television | Adult Swim      |               |
| Robot Chicken DC Comics Special III: Magical Friendship  | 2015 | Stoopid Buddy Stoodios / Williams Street / Warner Bros. Animation / DC Entertainment / Sony Pictures Television | Adult Swim      |               |
| Teen Titans Go! See Space Jam                            | 2021 | Warner Bros. Animation / DC Entertainment                                                                       | Cartoon Network |               |
| Beebo Saves Christmas                                    | 2021 | Berlanti Productions / Warner Bros. Animation / DC Entertainment                                                | The CW          | [ 29 ] [ 30 ] |
| Harley Quinn: A Very Problematic Valentine's Day Special | 2023 | Warner Bros. Animation / DC Entertainment / Yes, Norman Productions / Ehsugadee Productions                     | HBO Max         | [ 31 ]        |

### Motion comics
| Título original                 | Exibição original | Episódios | Produtora(s)            | Canal                       | Notas / Refs                                            |
| ------------------------------- | ----------------- | --------- | ----------------------- | --------------------------- | ------------------------------------------------------- |
| Video Comic Book                | 1979–81           |           |                         | Nickelodeon Columbus Alive! |                                                         |
| Watchmen: Motion Comic          | 2008              | 12        | Cruel and Unusual Films | iTunes                      | Episódio piloto, não transmitido, 10 minutos de duração |
| Batman Black and White          | 2008              | 20        | Warner Premiere         | iTunes                      | Duas temporadas                                         |
| Batgirl: Year One               | 2009              | 9         | Warner Premiere         | iTunes                      |                                                         |
| The Batman Adventures: Mad Love | 2009              | 3         | Warner Premiere         | iTunes                      |                                                         |
| Superman: Red Son               | 2009              | 12        | Warner Premiere         | iTunes                      |                                                         |
| Jonah Hex                       | 2010              | 7         | Warner Premiere         | iTunes                      |                                                         |

### Webséries, série de curtas
| Título original                              | Exibição original | Produtora(s) | Local de exibição                                                                                 | Notas / Refs                                                                                     |
| -------------------------------------------- | ----------------- | --- | ------------------------------------------------------------------------------------------------- | ------------------------------------------------------------------------------------------------ |
| Lobo                                         | 2000              | Warner Bros. Animation / NoodleSoup Productions                                                                   | Lobo Online website                                                                               | Parte do Universo Animado DC                                                                     |
| Gotham Girls                                 | 2000–02           | Warner Bros. Animation / NoodleSoup Productions                                                                   | Warner Bros. website                                                                              | Parte do Universo Animado DC                                                                     |
| Zatanna: Trial of the Crystal Wand           | 2003              | Warner Bros. Animation / NoodleSoup Productions                                                                   | Cartoon Monsoon website                                                                           |                                                                                                  |
| The Aquaman & Friends Action Hour            | 2003              | Wild Hare Studios                                                                                                 | CN Latin America                                                                                  | Continuação paródia de Super Friends                                                             |
| DC Nation Shorts                             | 2011–14           | Warner Bros. Animation / DC Entertainment                                                                         | Curtas de animação exibidos como intersticiais no bloco de televisão DC Nation no Cartoon Network |                                                                                                  |
| Batman Unlimited                             | 2015–16           | Warner Bros. Animation / DC Entertainment                                                                         | YouTube (Canal DC Kids)                                                                           |                                                                                                  |
| The Joker's Playhouse                        | 2015              | Warner Bros. Animation / DC Entertainment / Imaginext / Titmouse, Inc.                                            | YouTube (Canal DC Kids)                                                                           |                                                                                                  |
| Justice League: Gods and Monsters Chronicles | 2015              | Warner Bros. Animation / DC Entertainment / Blue Ribbon Content                                                   | YouTube (Canal Machinima)                                                                         | Relacionado ao filme. Renovada para a 2ª temporada, mas posteriormente arquivado indefinidamente |
| Vixen                                        | 2015–16           | Warner Bros. Animation / DC Entertainment / Blue Ribbon Content                                                   | CW Seed                                                                                           | Parte do Arrowverse                                                                              |
| DC Super Hero Girls                          | 2015–18           | Warner Bros. Animation / DC Entertainment                                                                         | YouTube (Canal DC Super Hero Girls)                                                               |                                                                                                  |
| Justice League Action Shorts                 | 2017              | Warner Bros. Animation / DC Entertainment                                                                         | YouTube (Canal DC Kids)                                                                           |                                                                                                  |
| Freedom Fighters: The Ray                    | 2017–18           | Warner Bros. Animation / DC Entertainment / Blue Ribbon Content                                                   | CW Seed                                                                                           | Parte do Arrowverse                                                                              |
| Constantine: City of Demons                  | 2018–19           | Warner Bros. Animation / DC Entertainment / Blue Ribbon Content / Berlanti Productions / Phantom Four Productions | CW Seed                                                                                           | Parte do Universo de filmes animados da DC Comics                                                |
| DC Super Hero Girls: Super Shorts            | 2019–20           | Warner Bros. Animation / DC Entertainment                                                                         | YouTube (DC Super Hero Girls channel)                                                             |                                                                                                  |
| Deathstroke: Knights & Dragons               | 2020              | Warner Bros. Animation / DC Entertainment / Blue Ribbon Content / Berlanti Productions                            | CW Seed                                                                                           | [ 35 ]                                                                                           |
| Aquaman: King of Atlantis                    | 2021              | Warner Bros. Animation / DC Entertainment / Atomic Monster                                                        | HBO Max / Cartoon Network                                                                         | [ 36 ] [ 37 ]                                                                                    |